# Stadtmonitoring
Unter Stadtmonitoring (dt.: Stadtüberwachung) versteht man die langfristige Beobachtung ausgewählter Kenngrößen zum Zwecke der Nachvollziehbarkeit des Stadtentwicklungskonzeptes.
Ziel ist es, eingeleitete Maßnahmen zu bestätigen oder im Falle eines Misserfolges gegenzusteuern.

## Ziele und Wünsche
Aufgrund der demographischen Entwicklung in Deutschland, die sich in teilweise drastisch schrumpfenden Einwohnerzahlen und damit verbundenen erheblichen Leerständen äußert,
hat in den vergangenen Jahren das Stadtmonitoring (dt.: Stadtüberwachung) immens an Bedeutung gewonnen.
Die Ziele der Stadtentwicklung werden in einem Stadtentwicklungskonzept definiert.
Das Stadtentwicklungskonzept definiert den langfristigen Handlungsrahmen für eine städtebaulich geordnete, sozial verträgliche, wirtschaftlich tragfähige und ökologisch nachhaltige Stadtentwicklung.
Das Stadtmonitorring definiert zunächst die Beobachtungsschwerpunkte (Nachhaltigkeitsindikatoren), an denen die Wirksamkeit der Maßnahmen aus dem Stadtentwicklungskonzept überwacht wird.
Durch die Erhebung der Indikatoren und den Vergleich über mehrere Jahre werden Entwicklungstendenzen deutlich, die entweder die getroffenen Maßnahmen bestätigen oder eine Korrektur einleiten.
Der Planer kennt seine Stadt, weiß vieles intuitiv. Mit den Daten aus dem Stadtmonitorring kann er es glaubwürdiger belegen als ohne diese Daten. Das ist besonders bei unpopulären Entscheidungen sehr wichtig …. was Geld kostet ist meistens unpopulär…..

## Projekte
Das Bundesamt für Bauwesen und Raumordnung hat inzwischen verschiedene Projekte zur nachhaltigen Städteentwicklung ins Leben gerufen („Stadtumbau West“, „Stadtumbau Ost“, „Experimenteller Wohnungs- und Städtebau“).
Dazu wurden in den einzelnen Bundesländern die Beobachtungsschwerpunkte in bundeslandspezifischen Indikatorenkatalogen für das Stadtmonitoring definiert.
Ziel ist es, neben der ‚Beobachtung der eigenen Stadt’, die Entwicklung von Städten einer Region vergleichbar zu machen.